# جون مكاتي
جون مكاتي (بالإنجليزية: John McAtee) هو لاعب كرة قدم بريطاني في مركز الهجوم، ولد في 23 يوليو 1999 في مانشستر في المملكة المتحدة. لعب مع سكونثورب يونايتد وشروزبري تاون.

## وصلات خارجية
- جون مكاتي على موقع قاعدة بيانات كرة القدم.إي يو (الإنجليزية)
- جون مكاتي على موقع Soccerway.com (الإنجليزية)